# Antal Nagy (football, 1956)
Pour les articles homonymes, voir Antal Nagy et Nagy.
Antal Nagy (né le 17 octobre 1956 à Nagyhalász en Hongrie) est un joueur de football international hongrois qui évoluait au poste de défenseur.

## Biographie

### Carrière en club
Antal Nagy joue principalement en faveur du Budapest Honvéd. Avec cette équipe, il dispute un total de 293 matchs en première division hongroise, inscrivant 42 buts. Il réalise sa meilleure performance lors de la saison 1979-1980, où il inscrit 11 buts en championnat.
Il joue également 37 matchs en Division 1 française avec le club de l'AS Nancy, inscrivant quatre buts.
Il remporte avec le Budapest Honvéd, quatre championnats de Hongrie, et une Coupe de Hongrie.
Au sein des compétitions européennes, il dispute 10 matchs en Coupe d'Europe des clubs champions (un but), et 11 matchs en Coupe de l'UEFA (3 buts). Il marque son seul but en Coupe des clubs champions européens le 17 septembre 1980, contre le Sporting Portugal, lors du premier tour de la compétition.
Il est quart de finaliste de la Coupe de l'UEFA en 1979, en étant éliminé par le club allemand du MSV Duisbourg. Il inscrit lors de cette compétition un but contre le club turc d'Adanaspor en septembre 1978, puis un doublé contre l'Ajax Amsterdam en novembre 1978.
En 1991, il rejoint le FC Domdidier, en troisième division suisse en provenance d’Yverdon, mais part après une seule saison marquée par la relégation du club fribourgeois, dont il est le meilleur buteur de la saison.

### Carrière en sélection
Avec les espoirs, il participe à la toute première édition du championnat d'Europe espoirs, en 1978. Il y dispute deux matchs contre la Yougoslavie comptant pour les quarts de finale. 
Antal Nagy reçoit 32 sélections en équipe de Hongrie, inscrivant deux buts, entre 1979 et 1988. Toutefois, seulement 30 sélections sont officiellement reconnues par la FIFA.
Il joue son premier match en équipe nationale le 28 mars 1979, en amical contre l'Allemagne de l'Est (victoire 3-0 à Budapest). Il reçoit sa dernière sélection le 19 octobre 1988, contre l'Irlande du Nord, lors d'un match rentrant dans le cadre des éliminatoires du mondial 1990 (victoire 1-0 à Budapest).
Il inscrit son premier but avec la Hongrie le 31 mai 1984, en amical contre l'Espagne (match nul 1-1 à Budapest). Il marque son second but le 26 septembre 1984, contre l'Autriche, dans le cadre des éliminatoires du mondial 1986 (victoire 3-1 à Budapest).
Il figure dans le groupe des sélectionnés lors de la Coupe du monde de 1986. Lors du mondial organisé au Mexique, il prend part aux trois matchs disputés par son équipe. Il joue à cet effet contre l'Union soviétique, le Canada, et enfin la France, avec pour résultat une victoire contre le Canada, et deux défaites.
A neuf reprises, il est capitaine de la sélection hongroise.

## Palmarès
Budapest Honvéd
- Championnat de Hongrie (4) :
  - Champion : 1979-80, 1983-84, 1984-85 et 1985-86.

- Coupe de Hongrie (1) :
  - Vainqueur : 1984-85.
  - Finaliste : 1982-83.